# Liste des étoiles les plus massives
Pour les autres listes d'étoiles, voir Liste de listes d'étoiles.
 (juin 2024).
Si vous disposez d'ouvrages ou d'articles de référence ou si vous connaissez des sites web de qualité traitant du thème abordé ici, merci de compléter l'article en donnant les références utiles à sa vérifiabilité et en les liant à la section « Notes et références ».
Cet article contient la liste des étoiles les plus massives actuellement connues par ordre décroissant de masse. La plupart des masses énumérées ci-dessous sont contestées et, en tant que sujet des recherches en cours, restent à l’étude et peuvent être révisées. En effet, bon nombre des masses énumérées dans le tableau ci-dessous sont déduites de la théorie, en utilisant des mesures difficiles de la température et de la luminosité absolue des étoiles. Toutes les masses énumérées ci-dessous sont incertaines : la théorie et les mesures repoussent les limites des connaissances et de la technologie actuelles. Les mesures ou la théorie, ou les deux, peuvent être incorrectes. Dans certains cas de système stellaire complexe, tel HD 15558, il reste envisagé que ce qui est considéré comme une étoile puisse être un système double auquel cas la masse est faussée.

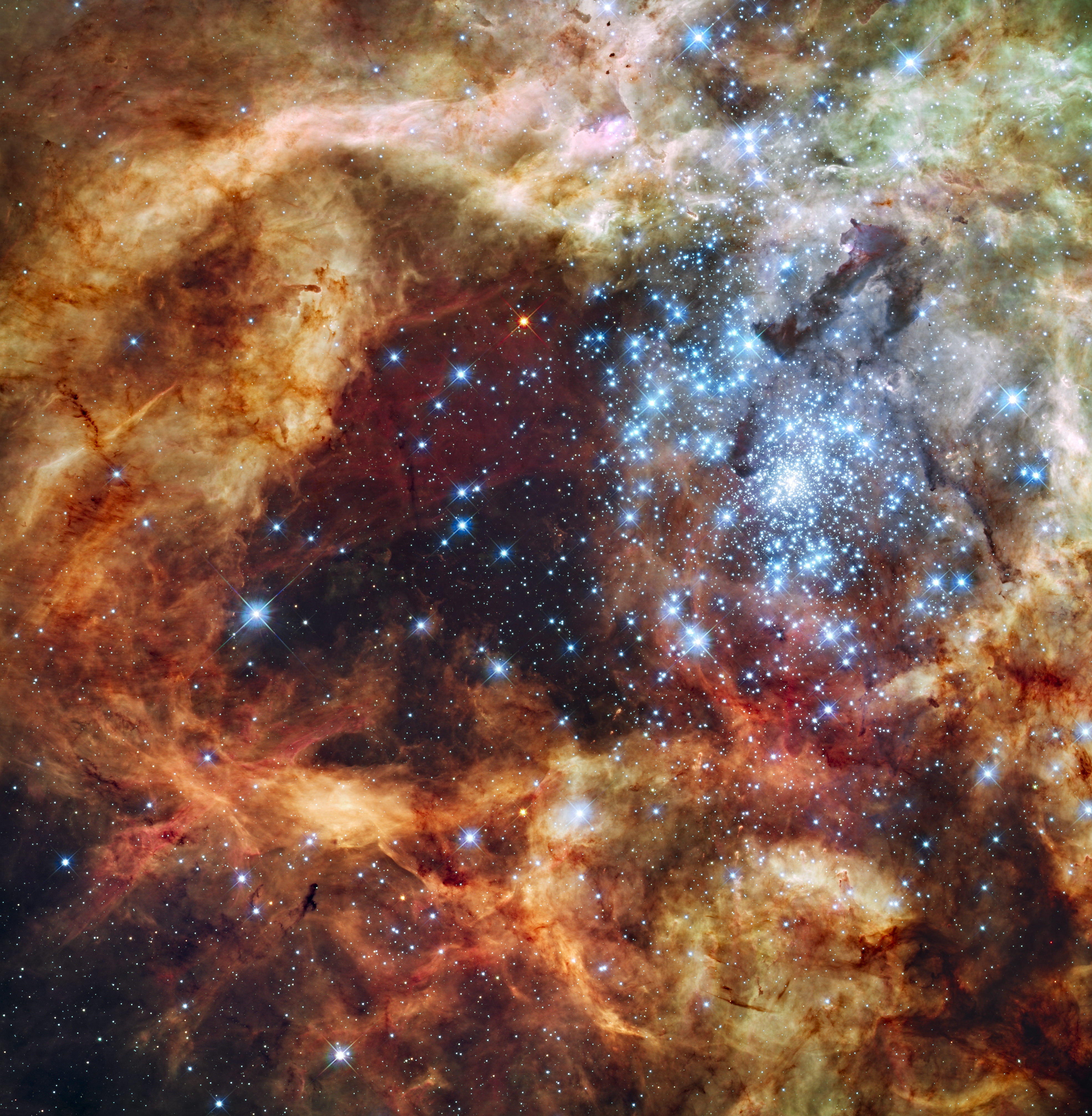
L'amas R136 qui contient certaines des étoiles les plus massives jamais observées.

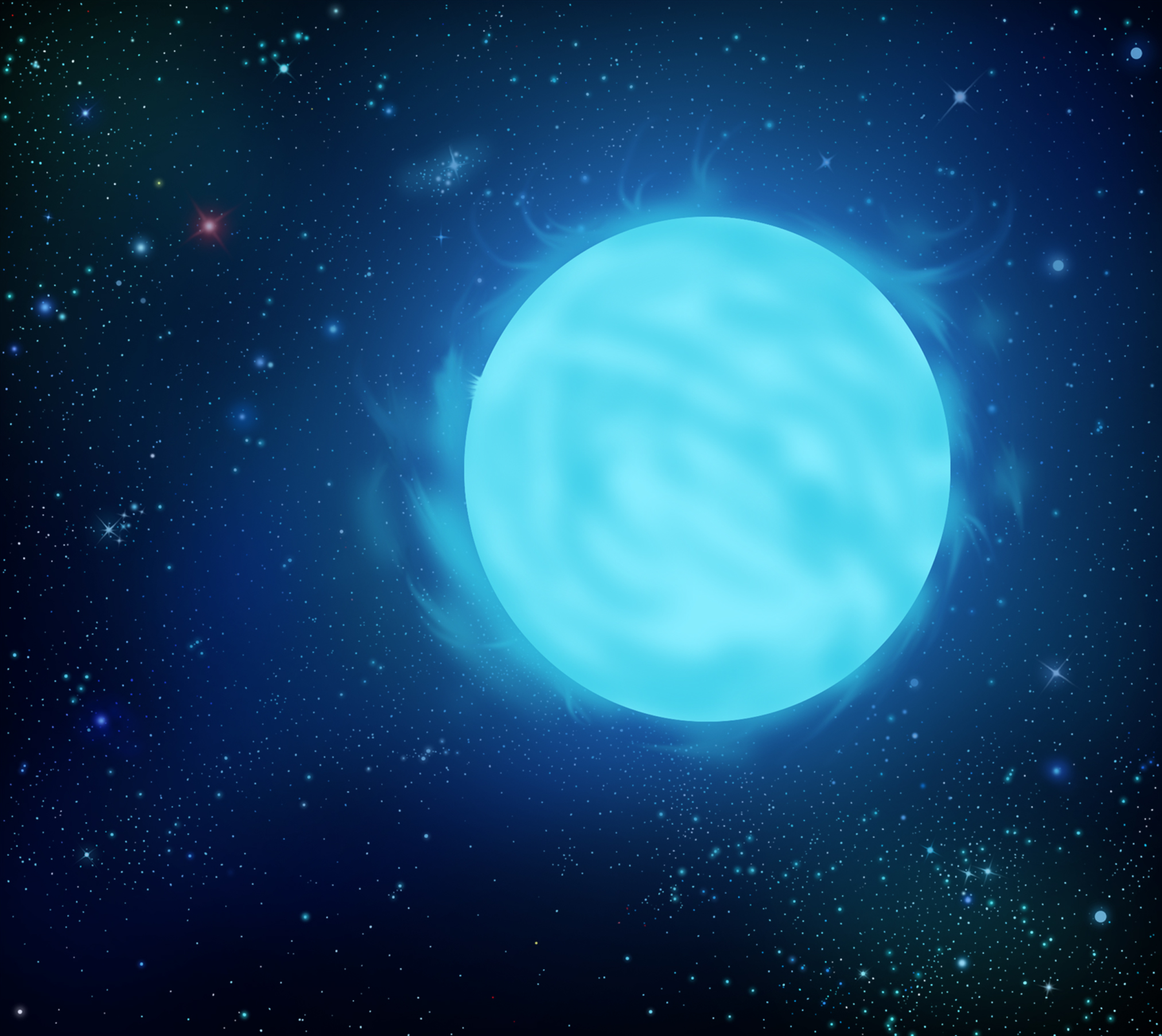
R136a1, l'étoile la plus massive connue située dans la Nébuleuse de la Tarentule, dans le Grand Nuage de Magellan, à 163 000 années-lumière de la Terre.

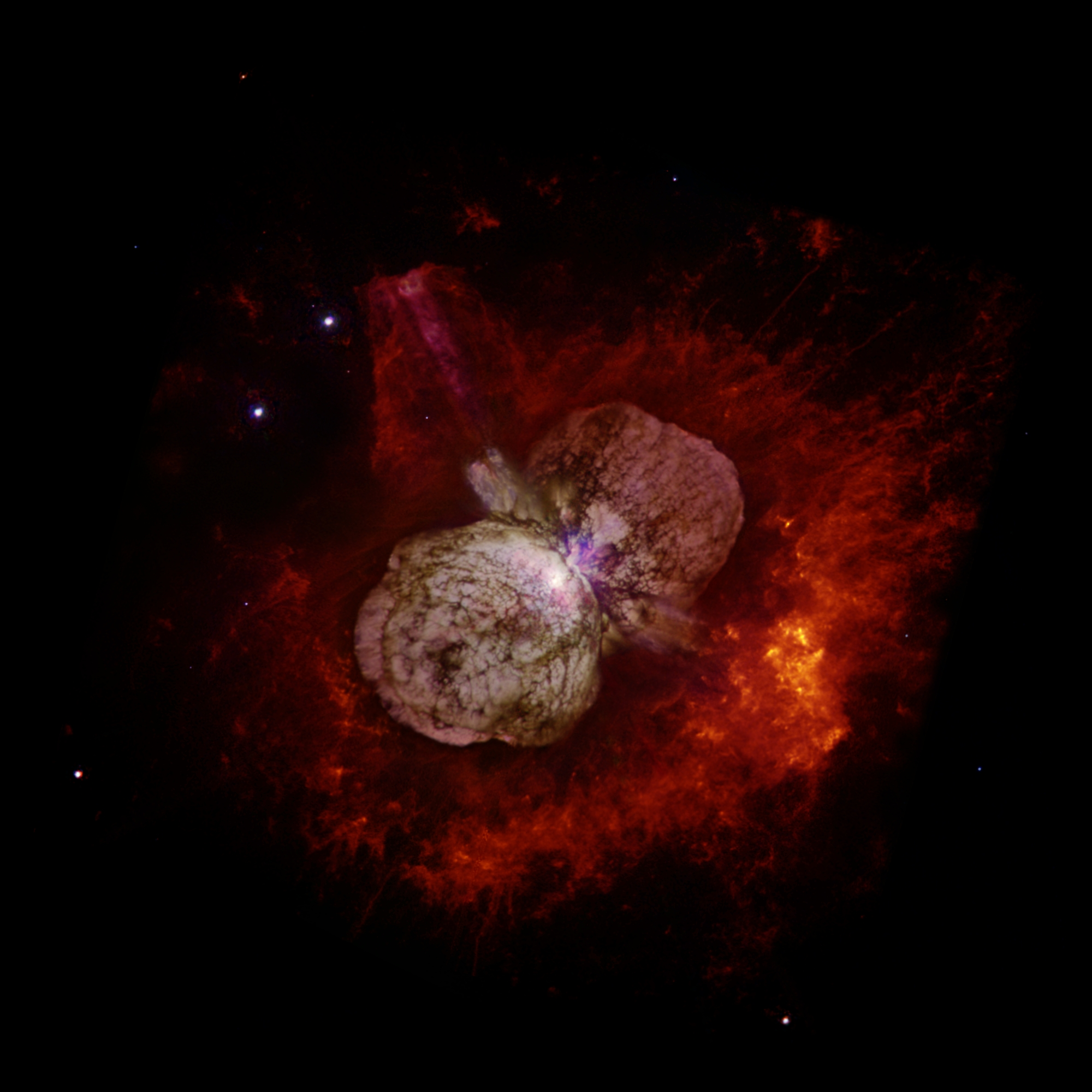
Eta Carinae, une étoile variable bleue située à 7000 années-lumière de la Terre, dans la Nébuleuse de la Carène.

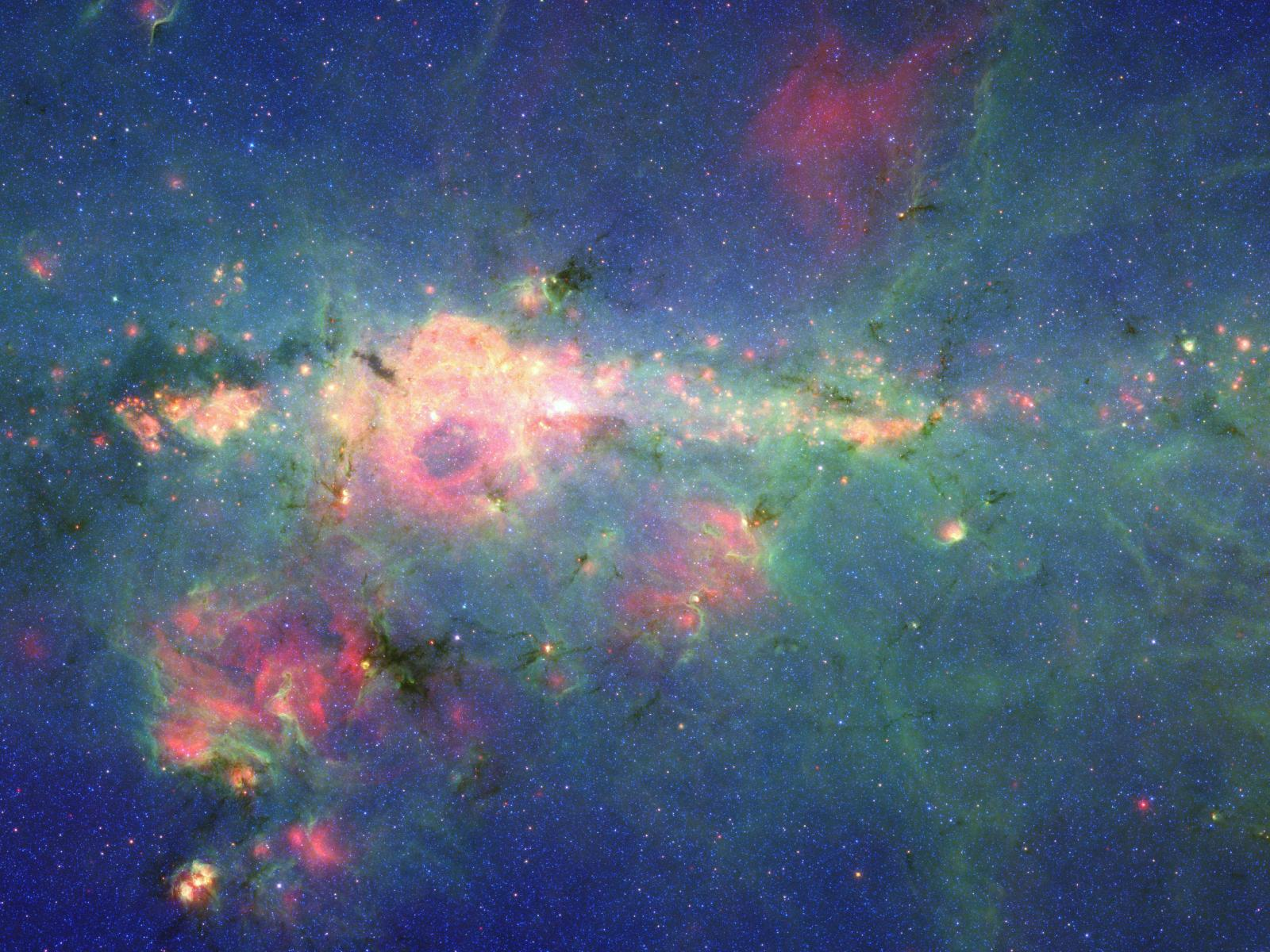
La « nébuleuse de la Pivoine », situé à 26 000 années-lumière, contient WR 102ka, une des étoiles les plus lumineuses de la Voie lactée.

| Nom de l'étoile       | Masse solaire (M☉) |
| --------------------- | ------------------ |
| R136a1                | 315                |
| R136c                 | 230                |
| BAT99-98              | 226                |
| R136a2                | 195                |
| Melnick 42            | 189                |
| R136a3                | 180                |
| Melnick 34            | 179                |
| HD 15558 A            | 152                |
| VFTS 682              | 150                |
| R136a6                | 150                |
| LH 10-3209            | 140                |
| NGC 3603-B            | 132                |
| HD 269810             | 130                |
| P871                  | 130                |
| Étoile du Pistolet    | 125                |
| WR 42e                | 125                |
| R136a4                | 124                |
| NGC 3603-A1a          | 120                |
| Étoile Pivoine        | 100                |
| Eta Carinae           | 100                |
| S Doradus             | 100                |
| R136b                 | 93                 |
| Cygnus OB2-12         | 92                 |
| HD 93250              | 86                 |
| HD 97950,             | 80                 |
| Sk-71 51              | 80                 |
| WHL0137-LS            | ~50 et ~100        |
| R 66                  | 70                 |
| Compagne de M33 X-7   | 70                 |
| R136a7                | 69                 |
| Var 83 dans M33       | 60                 |
| Sher 25 dans NGC 3603 | 60                 |
| Zeta1 Scorpii         | 60                 |
| Zeta Puppis           | 59                 |
| WR 22                 | 55                 |
| Plaskett A + B,       | 51                 |